# Správa uprchlických zařízení
Správa uprchlických zařízení Ministerstva vnitra České republiky (SUZ) je provozovatelem přijímacích, pobytových a integračních azylových středisek. Jejím primárním úkolem je zajistit žadatelům o azyl bezpečnost a možnost správního řízení o udělení mezinárodní ochrany. SUZ je organizační složka státu podřízená náměstku ministra vnitra pro veřejný pořádek a bezpečnost.

## Historie
Správa uprchlických zařízení byla zřízena 1. ledna 1996 jako rozpočtová organizace Ministerstva vnitra ČR. Vznikla rozdělením tehdejšího Odboru pro uprchlíky MV ČR z důvodu oddělení výkonu státní správy v oblasti azylové politiky a správního řízení o azylu, od zabezpečovacích služeb žadatelům o udělení mezinárodní ochrany. Od roku 2006 má SUZ ve správě i zařízení pro zajištění cizinců, od roku 2009 provozuje centra na podporu integrace cizinců v krajských městech. Od roku 2009 čerpá prostředky také z Evropského návratového fondu a Evropského fondu pro integraci státních příslušníků třetích zemí. SUZ je generálním poskytovatelem Státního Integračního Programu (SIP) pro rok 2017.

## Činnost
SUZ je zajišťovatelem jak provozních tak i služebních úkonů spojených s pobytem cizinců třetích zemí na území ČR.
Mezi poskytované služby patří:
- obstarávat provoz veškerých pobytových služeb pro cizince třetích zemí dle standardů kvality ubytování[3]
- poskytování stravy
- poskytování sociální práce s ohledem na typ zařízení[4]
- bezplatné tlumočení
- bezplatné právnické poradenství
- lékařská péče
- psychologická péče
- pedagogická a volnočasová činnost poskytovaná ve střediscích a v centrech pro podporu integrace
- repatriace/dobrovolné návraty
- zapojení do Programu boje s nelegální migrací a Programu pomoci obětem obchodu s lidmi[5]
- vyplácení příspěvku obcím, ve kterých se nachází střediska SUZ[6]

## Klienti a partneři
Služeb SUZ využívají muži, ženy, nezletilí bez doprovodu dospělé osoby nebo celé rodiny. Podle postupu vyřizování žádostí o azyl jsou klienty:
- žadatelé o mezinárodní ochranu
- azylanti a lidé, kterým byla udělena doplňková ochrana
- lidé bez pobytového povolení nebo pobývající na území ČR v rozporu se zákonem
- cizinci třetích zemí legálně pobývající na území ČR

SUZ spolupracuje s řadou neziskových i mezinárodních organizací, státní správou a územní samosprávou. Tyto organizace pomáhají naplňovat potřeby cizinců a pomáhají jim zorientovat se v jejich vlastní situaci a v českém prostředí. Mezi tyto organizace patří například Adra, Arcidiecézní charita Praha, Organizace pro pomoc uprchlíkům, Berkat, ENARO, Czech Kid a další.

## Přehled středisek
SUZ má hlavní sídlo v Praze, kde sídlí odbory práce s klienty, organizační odbor, odbor ekonomiky a provozu, odbor Centra na podporu integrace cizinců a interní auditor.
Přijímací střediska jsou umístěna na mezinárodním letišti Praha - Letiště Václava Havla v Praze-Ruzyni a v Zastávce. Dohromady mají 98 lůžek. Slouží k ubytování nových žadatelů, a to do doby ukončení vstupních procedur (obvykle do týdne). Žadatel musí prokázat totožnost, projít vstupní zdravotní prohlídkou, pohovorem a sociálním šetřením, čímž je zahájeno řízení o udělení mezinárodní ochrany. Přijímací středisko není možné volně opustit.
Pobytová střediska nalezneme v Kostelci nad Orlicí a Havířově, v obci Zastávka (okres Brno-venkov), a v Bělé. Pobytové středisko slouží k ubytování cizinců, kteří mají za sebou vstupní procedury a čekají na vyřízení žádosti o mezinárodní ochranu. Tito žadatelé již mohou opustit středisko, příp. být ubytováni mimo pobytové středisko. Služby se věnují i využití volného času.
Integrační azylová střediska se nacházejí v Havířově, Jaroměři, Předlicích a v Brně. Celková kapacita činí 208 lůžek. Integrační středisko slouží osobám, kterým byla přiznána mezinárodní ochrana a sami požádali o zapojení do integračního programu. V integračním programu si osvojí český jazyk a získají zaměstnání a bydlení. Ubytování (v maximální délce 18 měsíců) je zpoplatněné.
Centra na podporu integrace cizinců jsou v Ostravě, Pardubicích, Zlíně, Plzni, Liberci, Karlových Varech, Českých Budějovicích, Olomouci a v Jihlavě. Centrum pro podporu integrace cizinců poskytuje především poradenskou a informační činnost, právní poradenství, kurzy českého jazyka a sociokulturní kurzy. Všechny služby jsou poskytovány zdarma. V zařízeních nejsou lůžka, azylanti do nich docházejí.
Zařízení pro zajištění cizinců jsou v Bělé pod Bezdězem, Zastávce u Brna a ve Vyšních Lhotách. Základní kapacitu objektů je možno navýšit pomocí různých opatření. V roce 2015 došlo ke zprovoznění nových částí areálu ve Vyšních Lhotách a v Bělé pod Bezdězem byly přistavěny provizorní obytné buňky v témže roce. Zařízení pro zajištění cizinců (někdy také detenční či vyhošťovací zařízení) slouží k zajištění osob, kterým bylo vydáno pracovníky cizinecké policie rozhodnutí o správním vyhoštění a zajištění. Jsou to obvykle dvě skupiny lidí – buď neúspěšní žadatelé o azyl, kterým nebyla udělena mezinárodní ochrana, nebo cizinci pobývající na území České republiky nelegálně – nemají příslušné doklady pro pobyt na území ČR. Náklady na stravu poskytnutou cizinci zajištěnému za účelem správního vyhoštění činí 112,– Kč na osobu za kalendářní den a náklady na ubytování činí 130,– Kč na osobu za kalendářní den. Zajištěný cizinec je tedy po třiceti dnech pobytu v zařízení povinen uhradit částku 7 260 Kč.
Dne 14. listopadu 2016 bylo oficiálně zprovozněno nové zařízení pro zajištění cizinců Balková s kapacitou 200 lůžek. Současně došlo k uzavření zařízení pro zajištění cizinců Drahonice. Areál bude po vyklizení navrácen Ministerstvu spravedlnosti. Zařízení v uzavřeném režimu bude sloužit k ubytování zajištěných samostatných mužů, kteří nebudou moci areál opouštět.

## Právní úprava
Otázky azylu a migrace jsou v plné kompetenci těchto tří složek Ministerstva vnitra:
1. Správa uprchlických zařízení (SUZ)
2. Policie České republiky (PČR)
3. Odbor azylové a migrační politiky (OAMP)[1]

Zákon č. 325/1999 Sb., o azylu upravuje v § 79-84 azylová zařízení. Dále reguluje možnost zajištění žadatelů o udělení mezinárodní ochrany v přijímacím středisku na území a v přijímacím středisku v tranzitním prostoru mezinárodního letiště.
Zákon č. 326/1999 Sb., o pobytu cizinců na území ČR se přímo vztahuje ke střediskům SUZ v § 130-151 a upravuje proces a dobu zajištění cizince, který nemá pobytové povolení. Zajišťovací středisko Bělá-Jezová bylo v době migrační krize (srpen 2015) podrobeno šetření veřejné ochránkyně práv Mgr. Anny Šabatové, Ph.D., která následně upozornila na nevyhovující ubytovací podmínky a na špatné zacházení s klienty střediska. K její zprávě se připojila i Rada vlády pro lidská práva a apelovala na ministry vlády ČR ve věci nezákonného zadržování cizinců a podmínek zadržení pro děti-cizince.
Česká republika ratifikovala Úmluvu o právech dítěte, čímž se zavazuje k ochraně práv dětí s uprchlickým statusem dle čl. 22 a umožňuje jim být se svými rodiči a vést rodinný život.
Smlouvy o fungování EU - Česká republika jako člen EU se zavazuje podle čl. 67 a čl. 78 k solidaritě a spravedlnosti k občanům třetích zemích a k participaci na společné evropské azylové politice. Součástí azylové politiky ČR jsou i veškerá pobytová zařízení SUZ. V rámci vzájemné spolupráce navštívil v roce 2009 některá střediska SUZ multifunkční tým zastoupen členy Úřadu Vysokého komisaře Organizace spojených národů pro uprchlíky (UNHCR), OAMP, Veřejného ochránce práv a zástupců dalších organizací. Tým vedl s klienty SUZ rozhovory, diskuzní skupiny a zúčastněná pozorování. Výstupem byla řada doporučení ke zlepšení poskytování služeb v rámci azylové procedury a následné integrace.
Evropský Parlament a Rada vydali opatření, která zahrnují kvalifikační, procedurální a přijímací směrnice a jednotnou definici žadatele o azyl. I přes existenci směrnic a nařízení, jejichž cílem je harmonizace v rámci celé EU, jsou mezi jednotlivými členskými zeměmi stále velké rozdíly v přístupu k ochraně, šancím a míře přiznávání právního postavení uprchlíka stejně jako v podmínkách přijímání, mezi něž patří například zdravotní péče pro muže, ženy a děti žádající o azyl. Záměrem SUZ je poskytovat pobytové a bezpečnostní služby dle směrnice Rady 2003/9/EC.
V červenci roku 1951 v Ženevě vznikla Úmluva o právním postavení uprchlíků, jež se stala jedním z pilířů uprchlického práva. Protokol této Úmluvy byl vydán o několik let později v roce 1967 a její znění více časově a geopoliticky zobecnil. Základní body těchto dokumentů definují pojem uprchlíka, práva a povinnosti vyplývající z tohoto postavení a zavazují smluvní státy ke spolupráci s UNHCR, jehož povinností je dohlížet na aplikaci Úmluvy. Česká republika se zavázala k mezinárodní ochraně uprchlíků a obsah těchto dokumentů je pro ni závazný a určuje směrnice pro podmínky udělování azylu.